# Luparense Calcio a 5 2003-2004
Nel 2003-04 la Luparense disputa il primo campionato in Serie A riuscendo a centrare per il secondo anno consecutivo il traguardo dei play-off.

## Rosa
| N° | Naz.                 | Ruolo      | Sportivo               | Anno     |  |  |
| -- | -------------------- | ---------- | ---------------------- | -------- |  |  |
|    | Argentina (bandiera) | LAT        | Luciano Antonelli      | 14.07.79 |  |  |
|    | Brasile (bandiera)   | UNI        | César Anderson Barboza | 09.08.81 |  |  |
|    | Italia (bandiera)    | POR        | Daniele Bargellini     | 26.09.71 |  |  |
|    | Brasile (bandiera)   | LAT        | Gustavo Cucolicchio    | 05.02.79 |  |  |
|    | Brasile (bandiera)   | POR        | Fabiano De Andrade     | 02.02.82 |  |  |
|    | Brasile (bandiera)   | PIV        | Lorenzo Engel Fontana  | 17.11.75 |  |  |
|    | Argentina (bandiera) | PIV        | Nicolás Gulizia        | 21.07.83 |  |  |
|    | Uruguay (bandiera)   | DIF        | Pablo Lamanna          | 25.10.74 |  |  |
|    | Italia (bandiera)    | POR        | Marco Lorenzin         | 26.02.85 |  |  |
|    | Brasile (bandiera)   | DIF        | Evandro Marassatto     | 23.01.79 |  |  |
|    | Brasile (bandiera)   | DIF        | Ricardo Moretti        | 24.09.76 |  |  |
|    | Italia (bandiera)    | LAT        | Felice Mastropierro    | 05.10.76 |  |  |
|    | Spagna (bandiera)    | DIF        | Alberto Rodríguez      | 10.03.76 |  |  |
|    | Brasile (bandiera)   | LAT        | Éder Salomão           | 27.12.83 |  |  |
|    | Spagna (bandiera)    | Allenatore | Ramiro López           | 27.06.64 |  |  |